# Khandhaka
Khandhaka (Pali) é o segundo livro do Vinaya Pitaka da tradição Theravada, contém ao todo 22 seções (capítulos) que se dividem nos dois volumes seguintes:
O Mahavagga (10 seções) e o Culavagga (12 seções). A primeira parte inclui descrições da iluminação do Buda e seus principais discípulos, bem como as regras para os dias de uposatha e iniciação monástica. A segunda parte inclui descrições do primeiro e segundo concílios budistas, a criação de uma comunidade de freiras budistas e etc. O Khandhaka regula todo o comportamento de monges e freiras em suas vidas diárias.